# Graphè paranomon
La graphē paranómōn (en grec ancien : γραφὴ παρανόμων), ou graphè para nomon, était une action criminelle en illégalité. Cette expression grecque signifie « poursuite contre des (projets de lois) illégaux ». Il s’agissait d’une action publique, portant donc sur un acte présumé contraire à l’intérêt général. Tout citoyen avait le droit de soulever cette exception d’illégalité, en se considérant comme lésé en tant que membre de la communauté, et des sanctions capitales étaient prévues comme garantie de la souveraineté de la loi. La poursuite pouvait être intentée contre des lois ou des décrets déjà adoptés, ou avant leur adoption, lorsqu'il ne s'agissait que de propositions. Une fois la poursuite engagée sous serment (ὑπωμοσία), la loi ou le décret en question s'annule. À Athènes il n'existait pas d'autres mesures annulant une loi, une nouvelle loi ne devait donc pas contredire les lois plus anciennes, d'où la graphè paranomon. Par ses origines, par sa procédure et par ses sanctions, cette institution judiciaire était non seulement un moyen de défense de la légalité, mais aussi une des armes les plus redoutables dont disposait le droit criminel dans l’Athènes antique. 

## Histoire et fonctionnement

### La plainte et les sanctions
Cette forme d’action judiciaire fut introduite à Athènes sous la démocratie, à une date inconnue, peut-être dans les années 461-443 av. J.-C., ou vers l’an 415 av. J.-C.  Elle a été considérée comme un substitut à l'ostracisme tombé en désuétude à la même époque, bien que David Whitehead réfute cette hypothèse. Selon lui, la graphè paranomon était honteuse pour le condamné, considéré comme un criminel (contrairement à l'ostracisé).
Le citoyen souhaitant engager une action en illégalité pouvait annoncer son intention sous la foi du serment dans l’assemblée du peuple, avant ou après le vote des dispositions jugées illégales. Cette déclaration officielle avait pour effet de suspendre la validité du décret. Le citoyen accusateur devait ensuite déposer sa plainte par écrit, en indiquant la loi qui, selon lui, avait été violée. Une graphè paranomon pouvait être intentée pour vice de forme, en cas d’infraction aux règles de procédure, ou pour illégalité sur le fond. L’accusateur devait démontrer que le décret attaqué entrait en contradiction avec les lois existantes. La responsabilité d'une loi jugée "illégale" revenait au président de l'Assemblée, considéré comme un traitre ayant enfreint les lois de la cité, et pas à l'Assemblée elle-même, innocente en vertu d’ une fiction structurelle, la fiction juridique. La responsabilité de l'auteur d'une loi expirait un an après sa proposition ; passé ce délai, il était possible d'examiner la loi, mais pas de sanctionner l'auteur. Pour la motion elle-même, il n’y avait pas de prescription, elle pouvait toujours être annulée par une sentence du tribunal.           
La peine pour condamnation, prononcée par le tribunal, était une amende dont le montant variait ; il arrivait que le condamné ne puisse pas la payer. Dans ce cas, ou après trois graphè paranomon, le citoyen perdait le droit de faire aucune proposition à l’ecclésia, et il en résultait la perte du droit de vote par atimie, ce qui mettait ainsi fin à une carrière politique. Pour cette raison, des politiciens actifs commencèrent à recruter des agents pour proposer des projets de loi qu'ils avaient eux-mêmes écrits. Les sanctions seraient alors tombées sur l'agent plutôt que sur le politicien lui-même. La sanction pouvait aller jusqu’à la peine de mort. 

### Effets sur les institutions
La graphè paranomon visait à empêcher les décisions irréfléchies de l'Ecclésia et les excès des démagogues, afin que la souveraineté populaire ne devînt pas un pouvoir arbitraire et tyrannique, aux dépens du respect souverain de la loi. Dans l’ensemble, elle imposa un frein au pouvoir législatif de la démocratie, comme le dit Gustave Glotz : « Tous ceux dont le nom était inscrit sur un décret rendu par l’Ecclésia ou sur une loi adoptée par les nomothètes avaient une grave responsabilité. Avant de faire une proposition, un orateur devait se dire qu’un an durant, il en répondrait sur sa tête. » Mais l’histoire montre aussi qu’une graphè paranomon pouvait se révéler impuissante à réfréner les passions mauvaises ; les Athéniens ne surent pas toujours faire prévaloir la justice et les intérêts permanents de la cité sur les passions et les caprices du démos. Ainsi, en 406 av. J.-C., dans le procès des généraux vainqueurs aux îles Arginuses, un citoyen courageux essaya de suspendre la procédure, en soulevant l’exception d’illégalité, car cette procédure était triplement illégale. Mais au milieu des passions déchaînées, la foule s’insurgea contre ce qu’elle jugeait être une entrave intolérable au « pouvoir du peuple de faire ce qu’il voulait. » Seul Socrate, qui siégeait comme prytane au sein de la Boulè, s’opposa au délire collectif de la foule en refusant la mise aux voix demandant la condamnation des généraux. Les stratèges vainqueurs furent condamnés à mort, dans une procédure illégale, dont les Athéniens se repentirent peu après.  
Cette disposition judiciaire a eu d’importantes conséquences. Le peuple possédait, avec la graphè paranomon, un moyen imprescriptible de réviser et parfois d’annuler les décrets et les lois adoptées par l’assemblée. Les Athéniens purent éliminer ainsi du texte de leurs lois les contradictions ou les obscurités, ce qui leur permit de se passer de jurisconsultes. Elle joua donc un rôle similaire à celui d’une cour de révision telle que la Cour suprême des États-Unis. Cependant, les juges de l'Héliée (tribunal athénien) étaient des citoyens ordinaires qui n'en faisaient pas leur métier. Leur seule distinction était l'âge minimal requis (30 ans) pour former des dikastéria (jurys), alors que l'Assemblée, l’Ecclésia, était formée de tous les citoyens majeurs (18 ou 20 ans). Ce système peut être comparé aux chambres hautes des démocraties modernes. Cependant, à Athènes, cet examen n’était pas automatique, mais devait être engagé à l’initiative d’un citoyen. Contrairement à une chambre haute ou à un tribunal spécialement créé à cet effet, le réexamen n'avait pas une visée objective de contrôle : il s'agissait d'une accusation dont un dénonciateur abusif pouvait être puni. 
En s’imposant la discipline de la graphè paranomon, le peuple athénien se dota surtout d’une institution qui rendit vaine toute tentative de ruiner la démocratie de l’intérieur, par les voies constitutionnelles ; le parti oligarchique n’avait de chance d’accéder au pouvoir que par une révolution, comme on le vit avec la révolution oligarchique des Quatre-Cents et des Trente. La défaite définitive de ces tyrans apporta à l’institution de la graphè paranomon une consécration suprême sous l’archontat d’Euclidès, en 403 av. J.-C.
Mais ce fut aussi à cette époque que l’action publique en illégalité eut des effets pervers ; une révision générale des lois entraîna son usage abusif dans la lutte des partis politiques. Ainsi, Aristophon d’Azénia, un chef de parti, eut à se défendre contre l’accusation d’illégalité soixante-quinze fois. Pour Gustave Glotz, « on en arrivait à ce point que la graphè paranomon, sans empêcher l’Ecclésia de légiférer à tort et à travers, était une gêne pour les innovations sages comme pour les autres, une entrave à cette liberté de parole dont les citoyens étaient si fiers. » Elle devint parfois une arme utilisée contre un rival politique, ou, dans une autre perspective, contre un dirigeant politique.

### Discours politiques sur des actions en illégalité
Un grand nombre des poursuites connues ne concernent pas une législation de fond, mais des décrets honoraires, apparemment sans importance du point de vue moderne. Celles-ci ont toutefois permis de débattre d’un large éventail de questions et de problèmes. Notons les deux discours de Démosthène, Sur la couronne en 333 av. J.-C., en réponse à Eschine Contre Ctésiphon. Démosthène y remplissait la fonction de synégore, l'avocat de Ctésiphon, un de ses proches. La loi consistait à couronner Démosthène au théâtre de Dionysos et non à l'Ecclésia comme le statuait une loi, pour avoir financé la réparation de fortifications, mais également pour une bonne politique d'après Ctésiphon. Cette graphè paranomon reflétait la rivalité entre deux hommes politiques : Eschine du parti macédonien et Démosthène du parti belliciste.